# Margariscus margarita
Margariscus margarita là một loài thuộc họ Cá chép. Đây là loài cá tầng đáy và sông ở nước ngọt,với lưng màu xanh đậm và cơ thể có màu bạc. Loài này ăn tạp, thức ăn là tảo, cũng như động vật chân khớp. Phạm vi sống của M. margarita trải dài từ miền nam Canada và miền bắc Hoa Kỳ. Mặc dù không được coi là có nguy cơ tuyệt chủng ở cấp liên bang tại Hoa Kỳ, Một số bang coi loài này đang bị đe dọa hoặc bị đe dọa; nó phải đối mặt với các mối đe dọa hủy hoại môi trường sống và loài xâm lấn.

## Mô tả
M. margarita là loài cá nước ngọt sông ở tầng đáy được ghi nhận có thể đạt đến chiều dài 16 cm (6,3 in), tuy nhiên, nó không thường phát triển vượt quá 9,3 cm (3,7 in). Tuổi thọ cao nhất của M. margarita được ghi nhận là bốn năm tuổi. Cơ thể loài dài, mắt và miệng nhỏ. Có tám tia vây trên mỗi vây lưng, vây hậu môn và vây bụng. Mặt lưng có màu xanh đậm, với các cạnh màu bạc và một bên bụng màu xám hoặc trắng. Khoảng giữa mùa hẹ và mùa thu, con đực có thể có một dải màu đỏ cam sặc sỡ ở hai bên, bên dưới cơ quan đường ngoài.
Loài này là loài ăn tạp: thức ăn của chúng gồm tảo, cũng như các loài động vật chân khớp, như các loài thuộc họ Chironomidae và Cladocera. M. margarita sinh sản vào mùa xuân. Loài này thường đạt đến tuổi trưởng thành trong một năm.

## Phân bố loài và tập tính
Loài này sinh sống ở Bắc Mỹ, ở miền nam Canada và miền bắc Hoa Kỳ. Nó có thể được tìm thấy tại Sông Mississippi, vịnh Hudson và hồ Lớn. M. margarita sinh sống ở hồ, ao và sông, thường sống trên chất nền là cát hoặc sỏi. Nó tìm kiếm thức ăn bằng mắt thường, vì vậy vùng nước mà nó sinh sống thường là những dòng suối trong vắt và hệ thống thoát nước đầm lầy.